# Bonhoeffer
Bonhoeffer es el apellido de una familia alemana.
Originaria de Nimega en los Países Bajos donde llevaba el nombre van den Boenhoff ( vom Bohnenhof), se establecieron hacia 1513 en Schwäbisch Hall. Eran artesanos, herreros, médicos, clérigos y retratos familiares de los señores pueden apreciarse en la iglesia de San Miguel. 
Entre los miembros más prominentes de la familia:
- Karl Bonhoeffer (1868–1948), médico casado con Paula von Hase, padres de ocho hijos:

- - Karl Friedrich Bonhoeffer (1899–1957), químico casado con Grete von Dohnanyi, hermana de Hans von Dohnanyi
    - Martin Bonhoeffer (1935–1982), pedagogo hijo de Karl Friedrich Bonhoeffer
    - Friedrich Bonhoeffer (* 1932), bioquímico del Max Planck-Institut für Entwicklungsbiologie e hijo de Karl Friedrich Bonhoeffer

- - Walter Bonhoeffer (1899–1918), caído en la Primera Guerra Mundial.

- - Klaus Bonhoeffer (1901–1945), jurista y miembro de la resistencia casado con Emilie Delbrück (hija de Hans Delbrück y hermana de Max Delbrück y Justus Delbrück)

- -     - Thomas Bonhoeffer (* 1931), teólogo evangelista.

- - Ursula Bonhoeffer (1902–1983), casada con Rüdiger Schleicher

- - Christine Bonhoeffer (1903–1965), casada con Hans von Dohnanyi (padres de Christoph y Klaus)

- - Dietrich Bonhoeffer (1906–1945), teólogo y mártir de la resistencia antinazi, prometido de Maria von Wedemeyer

- - Sabine Bonhoeffer (1906–1999), hermana melliza casada con Gerhard Leibholz.

- - Susanne Bonhoeffer (1909–1991), casada con Walter Dreß.

- Tobias Bonhoeffer (* 1960), director del Max Planck-Institut für Neurobiologie en Múnich.

## Literatura
- Renate Bethge: Bonhoeffers Familie und ihre Bedeutung für seine Theologie; Berlín: Gedenkstätte Dt. Widerstand, 1987

- Hans Christoph von Hase: Dietrich Bonhoeffer und seine Familie; Vortrag auf dem IX. Haseschen Familientag am 19. September 1981 auf dem Gleitberg bei Giessen; Kassel: im Selbstverlag, 1981

- Sabine Leibholz-Bonhoeffer: Weihnachten im Hause Bonhoeffer; Gütersloh: Gütersloher Verlags-Haus, 200513; ISBN 3-579-07118-1

- Sabine Leibholz-Bonhoeffer: Vergangen, erlebt, überwunden. Schicksale der Familie Bonhoeffer; Gütersloh: Gütersloher Verlags-Haus, 200510; ISBN 978-3-579-07122-0

- Elke Endraß: Bonhoeffer und seine Richter. Ein Prozess und sein Nachspiel; Stuttgart: Kreuz Verlag, 2006; ISBN 3-7831-2764-5

- Datos: Q55605739
- Multimedia: Bonhoeffer family / Q55605739